# Waffenschrank

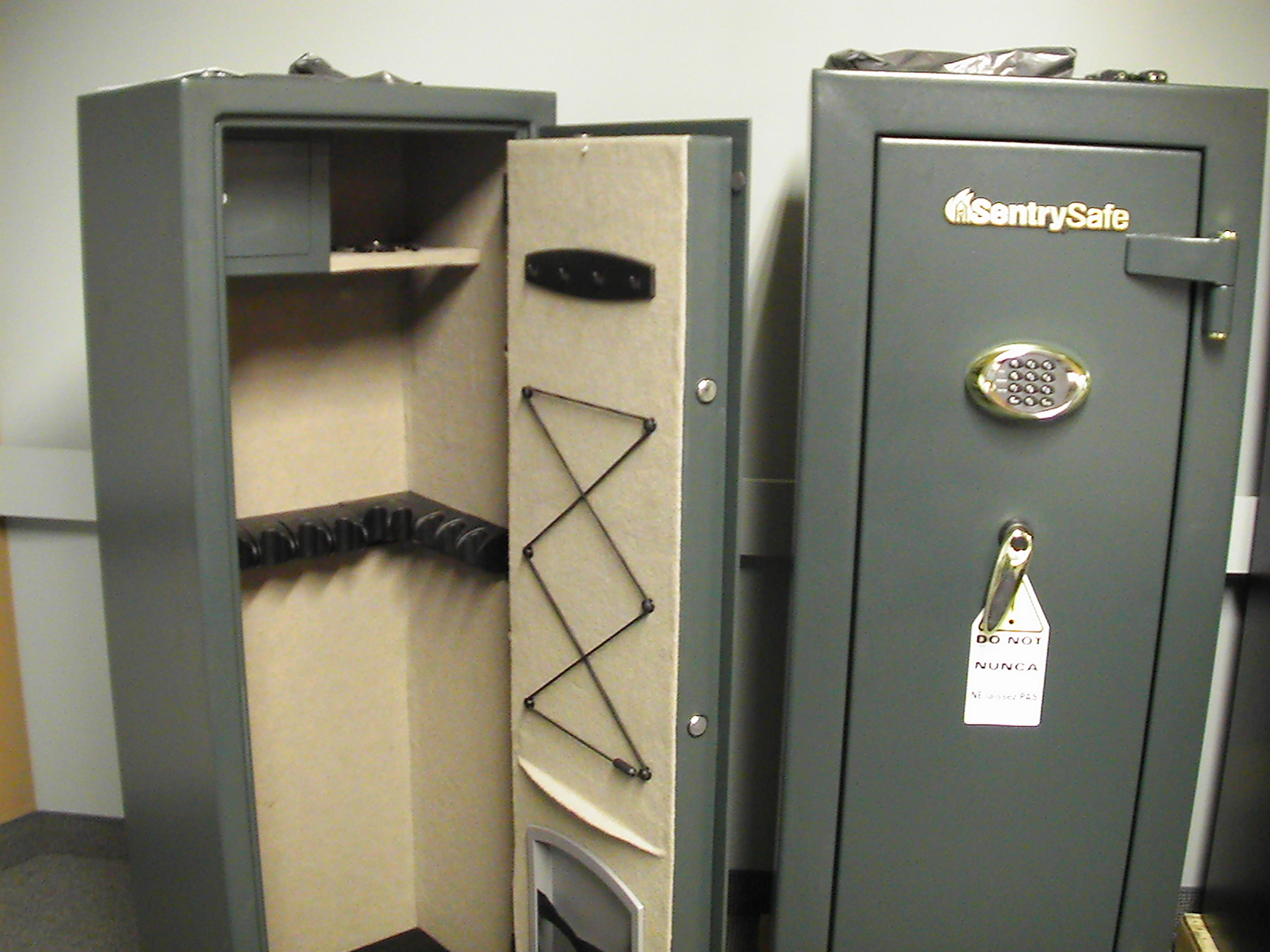
Waffenschrank

Ein Waffenschrank ist ein Stahl- oder Wertschutzschrank (Tresor), in dem – je nach Abmessungen und Sicherheitsstufe – eine Anzahl von Schusswaffen und Munition untergebracht werden können.
Die Konstruktion und sicherheitstechnische Einstufung, Verschluss und Aufstellung eines Waffenschrankes entsprechen dem Tresor.
Diverse Einrichtungselemente, wie Waffenhalter für die senkrechte Lagerung der Langwaffen und MPs, Halteklammern für Kurzwaffen und Böden oder abschließbare Fächer für die Trennung von Waffen und Munition werden angeboten.

## Situation in Deutschland
Die Verpflichtung zur Aufbewahrung von Waffen in gesicherten Behältnissen oder Räumen ergibt sich in Deutschland aus § 36 des Waffengesetzes „Aufbewahrung von Waffen oder Munition“ und den § 13 und § 14  AWaffV. Das Waffengesetz regelt, wie und in welcher Sicherheitsstufe eines Waffenschrankes Waffen und Munition zu sichern sind; Beschränkungen gibt es beispielsweise bei der Anzahl und der gemeinsamen Verwahrung von Lang- und Kurzwaffen und Munition. Waffen und dazugehörige Munition dürfen in Waffenschränken der Widerstandsklasse 0 oder höher gemeinsam aufbewahrt werden, in den heute nur noch im Altbestand zulässigen Waffenschränken der Widerstandsklassen A und B ist die gemeinsame Aufbewahrung nicht zulässig. In Waffenschränken der Sicherheitsstufe 0 mit einem Eigengewicht von unter 200 kg dürfen bis zu 5 Kurzwaffen und eine unbegrenzte Zahl Langwaffen aufbewahrt werden, in Waffenschränken der Sicherheitsstufe 0 mit einem Eigengewicht ab 200 kg dürfen bis zu 10 Kurzwaffen und eine unbegrenzte Anzahl von Langwaffen aufbewahrt werden und in Waffenschränken der Sicherheitsstufe 1 eine unbegrenzte Zahl von Kurz- und Langwaffen. Wird ein Waffenschrank der Sicherheitsstufe 0 mit einem Abrissgewicht von mindestens 200 kg am Aufstellort sicher verankert, erhöht sich die Zahl der Kurzwaffen, die in dem Schrank aufbewahrt werden dürfen, auf 10. Zulässig ist in Waffenschränken der Sicherheitsstufen A und B aber eine „Über-Kreuz-Aufbewahrung“, also die Aufbewahrung von Langwaffen und Kurzwaffenmunition oder von Kurzwaffen und Langwaffenmunition in einem Waffenschrank. Für die Aufbewahrung von erlaubnispflichtiger Munition allein genügt ein Stahlschrank (Blechschrank ohne Sicherheitseinstufung)  mit Schwenkriegelschloss oder ein vergleichbar sicheres Behältnis.
Der Erwerbsberechtigte für die im Waffenschrank aufbewahrten Waffen darf den Zugriff auf den Waffenschrank nur weiteren erwerbsberechtigten Personen gewähren, dies gilt auch und besonders für den Zugriff von Familienmitgliedern. In Schützenvereinen ist für die Erlaubnis zum Zugriff auf einen Waffenschrank ein Sachkundenachweis erforderlich, der erst nach einem Lehrgang durch einen übergeordneten Dachverband (Kreis- oder Bezirksschützenverband) ausgestellt wird. Ein Waffenschrank ist so aufzustellen, dass ein Einbrecher möglichst im Vorfeld zusätzliche Sicherungen überwinden muss.
Die Forderungen des Waffengesetzes beziehen sich in der Regel auf den privaten Wohnbereich; in unbewohnten Gebäuden wie Jagdhütten dürfen in einem Waffenschrank der Widerstandsklasse 1 maximal drei Langwaffen aufbewahrt werden; bei der Aufbewahrung in Sport- oder Schützenheimen ist mit der Waffenbehörde ein Aufbewahrungskonzept zu erstellen – nicht unwichtig ist hier auch die Einschätzung der Versicherung.
Hilfestellung können neben der Jagdbehörde auch polizeiliche Beratungsstellen und LKA bieten. Garagen gelten als nicht geeigneter Aufstellort.

## Situation in der Schweiz
Der Schweizer Gesetzgeber regelt die Aufbewahrung von Waffen im privaten Bereich. Das Behältnis wird nicht genau definiert. Die Waffe muss durch den Zugriff von Dritten geschützt und getrennt von der Munition aufbewahrt werden.
In den Schiessanlagen für das Schiesswesen ausser Dienst wird vom Departement für Verteidigung, Bevölkerungsschutz und Sport (VBS) eigene Vorschriften erstellt. Diese sind in der Weisung für Technische Belange der Schiessanlagen für das Schiesswesen ausser Dienst geregelt.
Wenn keine Waffenkammern gebaut werden können, sind Waffenschränke von mindestens dem Widerstandsgrad N (0) nach EN1143-1 zugelassen. Wobei die Verschlüsse immer in separaten Behältnisse aufbewahrt werden müssen. Waffen und Munition dürfen nie im gleichen Magazin/Waffenschrank aufbewahrt werden. Für Munition und Waffen gelten die gleichen Anforderungen an Bauweise und Sicherheitsstufe.

## Situation in Österreich
Die Aufbewahrung von Waffen und Munition wird in Österreich durch das Waffengesetz 1996 § 16b in aktueller Fassung geregelt. Im Gesetzestext wird lediglich, ohne genauere Definitionen, auf die Bestimmung der sicheren Verwahrung von Waffen und Munition hingewiesen.  Das Bundesministerium für Inneres besitzt Kraft Verordnungen das Recht die genaueren Bestimmungen zur Waffenverwahrung zu definieren. Ziel der Verordnungen ist den unberechtigten Zugriff durch zumutbare Maßnahmen möglichst auszuschließen. Waffenschränke nach EN1143 gestatten ab der Klasse 0 einen Versicherungsschutz in unterschiedlichen Höhen für den privaten oder gewerblichen Gebrauch.